# Jacques Bruneel de la Warande
Jonkheer Jacques Marie Charles Louis Oswald Antoine Ghislain Bruneel de la Warande (Kortrijk, 15 januari 1891 - Kemmel, 9 januari 1964) was burgemeester van de Kemmel in de Belgische provincie West-Vlaanderen.

## Levensloop
Jacques Bruneel de la Warande was de zoon van senator en burgemeester Gustave Bruneel de la Warande (1863-1932) en Marie-Thérèse de Montpellier (1864-1945).
Hij trouwde met Marie-Antoinette de Montalembert d'Essé (1892-1993). Het echtpaar bleef kinderloos, en met de dood van Jacques stierf de naam uit.
Bruneel, die als vrijwilliger streed tijdens de Eerste Wereldoorlog, volgde zijn vader op als burgemeester van Kemmel.

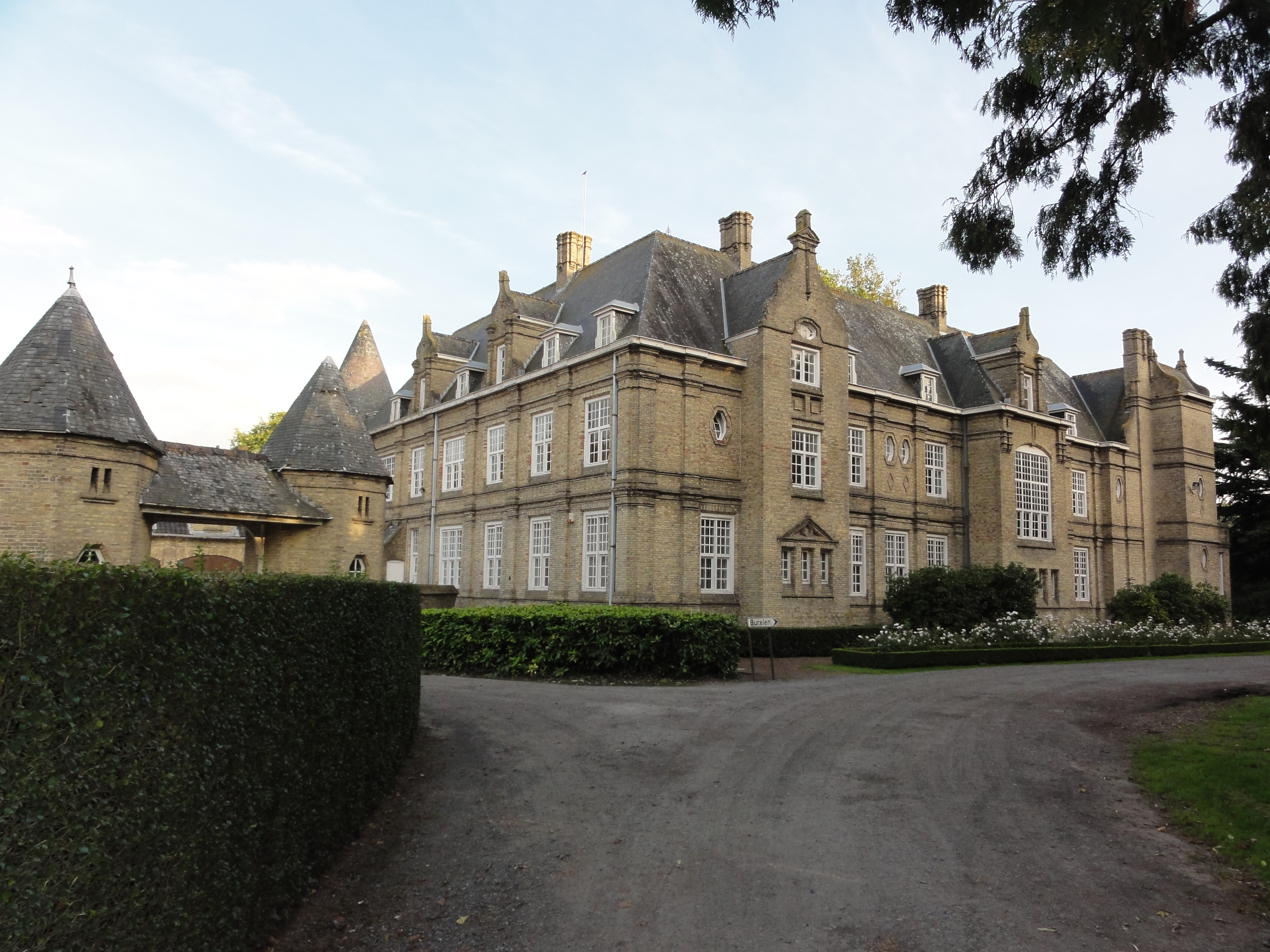
Het kasteel De Warande van de familie Bruneel

In 1925 bouwde hij een imposant kasteel in neorenaissancestijl, in vervanging van het door de oorlog vernielde kasteel. Het echtpaar bewoonde het tot aan de dood van Jacques Bruneel in 1964.
Het werd in 1979 aangekocht door de fusiegemeente Heuvelland en als gemeentehuis ingericht. In 2012 werd er een tentoonstelling in georganiseerd, gewijd aan Jacques en Marie-Antoinette ('Netty') Bruneel, op basis van archiefstukken en schilderijen die de gemeente aankocht.
Bruneel was graag gezien op de gemeente. Op het gedachtenisprentje stond: Wij, Kemmelnaren zijn diep bedroefd om het overlijden van onze duurbare Burgemeester, Wij vooral, de ouderen weten wat hij voor de gemeente gedaan heeft vooral in de tijd van de naoorlogse jaren, hoe hij altijd en voor allen, met liefdevolle inschikkelijkheid toegankelijk was en in alle eenvoud ten dienste stond. Wij weten hoe hij begrijpend meeleefde met de jeugd en zijn opvoedingsproblemen.